# Irish Cup
L'Irish Cup è la coppa nazionale di calcio dell'Irlanda del Nord. Esiste dal 1880. È la coppa nazionale con più edizioni disputate. Rispetto alla FA Cup inglese (iniziata quasi dieci anni prima, nel 1871-72) non ha subito interruzioni durante le due guerre mondiali, il che le permette di avere un'edizione completata in più della coppa nazionale inglese.

## Formato
Dopo quattro turni di selezione, tutti ad eliminazione diretta, 32 squadre, tra cui quelle di prima divisione, prendono parte ai vari turni sino alla finale, sempre in gara unica.

## Finali
| Stagione  | Data       | Vincitore          | Risultato               | Finalista                   | Stadio                               | Spettatori |
| --------- | ---------- | ------------------ | ----------------------- | --------------------------- | ------------------------------------ | ---------- |
| 1880/81   | 09.04.1881 | Moyola Park        | 1 – 0                   | Cliftonville                | Cliftonville, Belfast                | 1.500      |
| 1881/82   | 13.05.1882 | Queen's Island     | 2 – 1                   | Cliftonville                | Ulster Ground, Ballynafeigh, Belfast | 2.000      |
| 1882/83   | 05.05.1883 | Cliftonville       | 5 – 0                   | Ulster                      | Bloomfield Ground, Knock, Belfast    | 2.000      |
| 1883/84   | 19.04.1884 | Lisburn Distillery | 5 – 0                   | Wellington Park FC          | Ulster Ground, Ballynafeigh, Belfast | 2.000      |
| 1884/85   | 21.03.1885 | Lisburn Distillery | 2 – 0                   | Limavady Utd                | Ulster Ground, Ballynafeigh, Belfast | 2.000      |
| 1885/86   | 27.03.1886 | Lisburn Distillery | 1 – 0                   | Limavady Utd                | Ulster Ground, Ballynafeigh, Belfast | 1.000      |
| 1886/87   | 12.02.1887 | Ulster             | 3 – 0                   | Cliftonville                | Broadway Ground, Belfast             | 4.000      |
| 1887/88   | 17.03.1888 | Cliftonville       | 2 – 1                   | Lisburn Distillery          | Ulster Ground, Ballynafeigh, Belfast | 3.000      |
| 1888/89   | 16.03.1889 | Lisburn Distillery | 5 – 4                   | Belfast YMCA                | Ulster Ground, Ballynafeigh, Belfast | 3.500      |
| 1889/90   | 08.03.1890 | Gordon Highlanders | 2 – 2                   | Cliftonville                | Ulster Ground, Ballynafeigh, Belfast | 4.500      |
| Replay    | 12.03.1890 | Gordon Highlanders | 3 – 1                   | Cliftonville                | Ulsterville, Belfast                 | 3.500      |
| 1890/91   | 14.03.1891 | Linfield           | 4 – 2                   | Ulster                      | Solitude, Belfast                    | 5.000      |
| 1891/92   | 12.03.1892 | Linfield           | 7 – 0                   | The Black Watch             | Solitude, Belfast                    |            |
| 1892/93   | 11.03.1893 | Linfield           | 5 – 1                   | Cliftonville                | Ulsterville, Belfast                 |            |
| 1893/94   | 17.03.1894 | Lisburn Distillery | 2 – 2                   | Linfield                    | Solitude, Belfast                    | 5.500      |
| Replay    | 18.04.1894 | Lisburn Distillery | 3 – 2                   | Linfield                    | Solitude, Belfast                    |            |
| 1894/95   | 23.03.1895 | Linfield           | 10 – 1                  | Bohemians                   | Solitude, Belfast                    | 2.000      |
| 1895/96   | 14.03.1896 | Lisburn Distillery | 3 – 1                   | Glentoran                   | Solitude, Belfast                    | 6.000      |
| 1896/97   | 20.03.1897 | Cliftonville       | 3 – 1                   | Sherwood Foresters          | Grosvenor Park, Belfast              | 5.000      |
| 1897/98   | 19.03.1898 | Linfield           | 2 – 0                   | St Columb's Hall Celtic     | The Oval, Belfast                    | 3.000      |
| 1898/99   | 18.03.1899 | Linfield           | 2 – 1                   | Glentoran                   | Solitude, Belfast                    | 7.000      |
| 1899/1900 | 24.03.1900 | Cliftonville       | 2 – 1                   | Bohemians                   | Grosvenor Park, Belfast              | 5.500      |
| 1900/01   | 13.04.1901 | Cliftonville       | 1 – 0                   | Freebooters                 | Jones's Road, Dublino                |            |
| 1901/02   | 15.03.1902 | Linfield           | 5 – 0                   | Distillery                  | Solitude, Belfast                    |            |
| 1902/03   | 14.03.1903 | Distillery         | 3 – 1                   | Bohemians                   | Dalymount Park, Dublino              |            |
| 1903/04   | 17.03.1904 | Linfield           | 5 – 1                   | Derry Celtic                | Grosvenor Park, Belfast              |            |
| 1904/05   | 11.03.1905 | Distillery         | 3 – 0                   | Shelbourne                  | Solitude, Belfast                    | 13.000     |
| 1905/06   | 28.04.1906 | Shelbourne         | 2 – 0                   | Belfast Celtic              | Dalymount Park, Dublino              |            |
| 1906/07   | 23.03.1907 | Cliftonville       | 1 – 0                   | Shelbourne                  | Celtic Park, Belfast                 |            |
| Replay    | 20.04.1907 | Cliftonville       | 1 – 0                   | Shelbourne                  | Dalymount Park, Dublino              |            |
| 1907/08   | 21.03.1908 | Bohemians          | 1 – 1                   | Shelbourne                  | Dalymount Park, Dublino              |            |
| Replay    | 28.03.1908 | Bohemians          | 3 – 1                   | Shelbourne                  | Dalymount Park, Dublino              |            |
| 1908/09   | 03.04.1909 | Cliftonville       | 0 – 0                   | Bohemians                   | Windsor Park, Belfast                |            |
| Replay    | 10.04.1909 | Cliftonville       | 2 – 1                   | Bohemians                   | Dalymount Park, Dublino              |            |
| 1909/10   | 26.03.1910 | Distillery         | 1 – 0                   | Cliftonville                | The Oval, Belfast                    | 10.000     |
| 1910/11   | 25.03.1911 | Shelbourne         | 0 – 0                   | Bohemians                   | Dalymount Park, Dublino              |            |
| Replay    | 15.04.1911 | Shelbourne         | 2 – 1                   | Bohemians                   | Dalymount Park, Dublino              |            |
| 1911/12   | -          | Linfield           | (Vittoria a tavolino)   | (Vittoria a tavolino)       | -                                    | -          |
| 1912/13   | 29.03.1913 | Linfield           | 2 – 0                   | Glentoran                   | Celtic Park, Belfast                 | 20.000     |
| 1913/14   | 28.03.1914 | Glentoran          | 3 – 1                   | Linfield                    | Grosvenor Park, Belfast              | 20.000     |
| 1914/15   | 27.03.1915 | Linfield           | 1 – 0                   | Belfast Celtic              | Solitude, Belfast                    |            |
| 1915/16   | 25.03.1916 | Linfield           | 1 – 1                   | Glentoran                   | Celtic Park, Belfast                 |            |
| Replay    | 01.04.1916 | Linfield           | 1 – 0                   | Glentoran                   | Grosvenor Park, Belfast              |            |
| 1916/17   | 31.03.1917 | Glentoran          | 2 – 0                   | Belfast Celtic              | Windsor Park, Belfast                | 20.000     |
| 1917/18   | 30.03.1918 | Belfast Celtic     | 0 – 0                   | Linfield                    | The Oval, Belfast                    |            |
| Replay    | 13.04.1918 | Belfast Celtic     | 0 – 0                   | Linfield                    | Solitude, Belfast                    |            |
| 2° Replay | 24.04.1918 | Belfast Celtic     | 2 – 0                   | Linfield                    | Grosvenor Park, Belfast              |            |
| 1918/19   | 29.03.1919 | Linfield           | 1 – 1                   | Glentoran                   | Celtic Park, Belfast                 | 18.000     |
| Replay    | 05.04.1919 | Linfield           | 0 – 0                   | Glentoran                   | Grosvenor Park, Belfast              |            |
| 2° Replay | 07.04.1919 | Linfield           | 2 – 1                   | Glentoran                   | Solitude, Belfast                    |            |
| 1919/20   | -          | Shelbourne         | (Finale non disputata)  | (Finale non disputata)      | -                                    | -          |
| 1920/21   | 26.03.1921 | Glentoran          | 2 – 0                   | Glenavon                    | Windsor Park, Belfast                |            |
| 1921/22   | 25.03.1922 | Linfield           | 2 – 0                   | Glenavon                    | Solitude, Belfast                    |            |
| 1922/23   | 31.03.1923 | Linfield           | 2 – 0                   | Glentoran                   | Solitude, Belfast                    |            |
| 1923/24   | 29.03.1924 | Queen's Island     | 1 – 0                   | Willowfield                 | Windsor Park, Belfast                |            |
| 1924/25   | 21.03.1925 | Distillery         | 2 – 1                   | Glentoran                   | Solitude, Belfast                    | 20.000     |
| 1925/26   | 27.03.1926 | Belfast Celtic     | 3 – 2                   | Linfield                    | Solitude, Belfast                    |            |
| 1926/27   | 26.03.1927 | Ards               | 3 – 2                   | Cliftonville                | The Oval, Belfast                    |            |
| 1927/28   | 25.04.1928 | Willowfield        | 1 – 0                   | Larne                       | Windsor Park, Belfast                |            |
| 1928/29   | 30.05.1929 | Ballymena United   | 2 – 1                   | Belfast Celtic              | Solitude, Belfast                    |            |
| 1929/30   | 29.03.1930 | Linfield           | 4 – 3                   | Ballymena United            | Celtic Park, Belfast                 |            |
| 1930/31   | 28.03.1931 | Linfield           | 3 – 0                   | Ballymena United            | The Oval, Belfast                    |            |
| 1931/32   | 26.03.1932 | Glentoran          | 2 – 1                   | Linfield                    | Celtic Park, Belfast                 |            |
| 1932/33   | 08.04.1933 | Glentoran          | 1 – 1                   | Distillery                  | Windsor Park, Belfast                | 33.000     |
| Replay    | 12.04.1933 | Glentoran          | 1 – 1                   | Distillery                  | Windsor Park, Belfast                | 25.000     |
| 2° Replay | 28.04.1933 | Glentoran          | 3 – 1                   | Distillery                  | Windsor Park, Belfast                |            |
| 1933/34   | 14.04.1934 | Linfield           | 4 – 0                   | Cliftonville                | The Oval, Belfast                    |            |
| 1934/35   | 06.04.1935 | Glentoran          | 0 – 0                   | Larne                       | Windsor Park, Belfast                | 15.000     |
| Replay    | 10.04.1935 | Glentoran          | 0 – 0                   | Larne                       | Windsor Park, Belfast                |            |
| 2° Replay | 30.04.1935 | Glentoran          | 1 – 0                   | Larne                       | Windsor Park, Belfast                | 10.545     |
| 1935/36   | 04.04.1936 | Linfield           | 0 – 0                   | Derry City                  | Celtic Park, Belfast                 |            |
| Replay    | 08.04.1936 | Linfield           | 2 – 0                   | Derry City                  | Celtic Park, Belfast                 |            |
| 1936/37   | 10.04.1937 | Belfast Celtic     | 3 – 0                   | Linfield                    | The Oval, Belfast                    |            |
| 1937/38   | 09.04.1938 | Belfast Celtic     | 0 – 0                   | Bangor                      | Solitude, Belfast                    |            |
| 1937/38   | 07.05.1938 | Belfast Celtic     | 2 – 0                   | Bangor                      | Solitude, Belfast                    |            |
| 1938/39   | 29.04.1939 | Linfield           | 2 – 0                   | Ballymena United            | Solitude, Belfast                    |            |
| 1939/40   | 20.04.1940 | Ballymena United   | 2 – 0                   | Glenavon                    | Windsor Park, Belfast                |            |
| 1940/41   | 26.04.1941 | Belfast Celtic     | 1 – 0                   | Linfield                    | Windsor Park, Belfast                | 12.000     |
| 1941/42   | 18.04.1942 | Linfield           | 3 – 1                   | Glentoran                   | Celtic Park, Belfast                 |            |
| 1942/43   | 17.04.1943 | Belfast Celtic     | 1 – 0                   | Glentoran                   | Windsor Park, Belfast                |            |
| 1943/44   | 17.04.1944 | Belfast Celtic     | 3 – 1                   | Linfield                    | Windsor Park, Belfast                |            |
| 1944/45   | 14.04.1945 | Linfield           | 4 – 2                   | Glentoran                   | Celtic Park, Belfast                 | 20.000     |
| 1945/46   | 13.04.1946 | Linfield           | 3 – 0                   | Distillery                  | Celtic Park, Belfast                 | 20.137     |
| 1946/47   | 26.04.1947 | Belfast Celtic     | 1 – 0                   | Glentoran                   | Windsor Park, Belfast                | 25.000     |
| 1947/48   | 10.04.1948 | Linfield           | 3 – 0                   | Coleraine                   | Celtic Park, Belfast                 | 31.000     |
| 1948/49   | 16.04.1949 | Derry City         | 1 – 0                   | Glentoran                   | Windsor Park, Belfast                | 27.000     |
| 1949/50   | 22.04.1950 | Linfield           | 2 – 1                   | Distillery                  | Windsor Park, Belfast                | 17.000     |
| 1950/51   | 28.04.1951 | Glentoran          | 3 – 1                   | Ballymena United            | Windsor Park, Belfast                | 25.000     |
| 1951/52   | 26.04.1952 | Ards               | 1 – 0                   | Glentoran                   | Windsor Park, Belfast                | 20.000     |
| 1952/53   | 26.04.1952 | Linfield           | 5 – 0                   | Coleraine                   | Solitude, Belfast                    | 21.000     |
| 1953/54   | 24.04.1954 | Derry City         | 2 – 2                   | Glentoran                   | Windsor Park, Belfast                | 35.000     |
| Replay    | 29.04.1954 | Derry City         | 0 – 0                   | Glentoran                   | Windsor Park, Belfast                | 28.000     |
| 2° Replay | 10.05.1954 | Derry City         | 1 – 0                   | Glentoran                   | Windsor Park, Belfast                | 28.000     |
| 1954/55   | 23.04.1955 | Dundela            | 3 – 0                   | Glenavon                    | Windsor Park, Belfast                | 10.000     |
| 1955/56   | 21.04.1956 | Distillery         | 2 – 2                   | Glentoran                   | Windsor Park, Belfast                | 16.000     |
| Replay    | 26.04.1956 | Distillery         | 0 – 0                   | Glentoran                   | Windsor Park, Belfast                |            |
| 2° Replay | 30.04.1956 | Distillery         | 1 – 0                   | Glentoran                   | Windsor Park, Belfast                | 20.000     |
| 1956/57   | 13.04.1957 | Glenavon           | 2 – 0                   | Derry City                  | Windsor Park, Belfast                | 23.000     |
| 1957/58   | 26.04.1952 | Ballymena United   | 2 – 0                   | Linfield                    | The Oval, Belfast                    | 24.000     |
| 1958/59   | 18.04.1959 | Glenavon           | 1 – 1                   | Ballymena United            | Windsor Park, Belfast                | 18.000     |
| Replay    | 29.04.1959 | Glenavon           | 2 – 0                   | Ballymena United            | Windsor Park, Belfast                |            |
| 1959/60   | 30.04.1960 | Linfield           | 5 – 1                   | Ards                        | The Oval, Belfast                    | 20.000     |
| 1960/61   | 22.04.1961 | Glenavon           | 5 – 1                   | Linfield                    | Solitude, Belfast                    | 22.000     |
| 1961/62   | 14.04.1962 | Linfield           | 4 – 0                   | Portadown                   | The Oval, Belfast                    | 20.000     |
| 1962/63   | 20.04.1963 | Linfield           | 2 – 1                   | Distillery                  | The Oval, Belfast                    | 20.000     |
| 1963/64   | 25.04.1964 | Derry City         | 2 – 0                   | Glentoran                   | Windsor Park, Belfast                | 19.000     |
| 1964/65   | 24.04.1965 | Coleraine          | 2 – 1                   | Glenavon                    | Windsor Park, Belfast                | 18.000     |
| 1965/66   | 23.04.1966 | Glentoran          | 2 – 0                   | Linfield                    | The Oval, Belfast                    | 20.000     |
| 1966/67   | 22.04.1967 | Crusaders          | 3 – 1                   | Glentoran                   | Windsor Park, Belfast                | 20.000     |
| 1967/68   | 27.04.1968 | Crusaders          | 2 – 0                   | Linfield                    | The Oval, Belfast                    | 18.000     |
| 1968/69   | 19.04.1969 | Ards               | 0 – 0                   | Distillery                  | Windsor Park, Belfast                | 17.000     |
| Replay    | 23.04.1969 | Ards               | 4 – 2                   | Distillery                  | Windsor Park, Belfast                | 16.000     |
| 1969/70   | 04.04.1970 | Linfield           | 2 – 1                   | Ballymena United            | Solitude, Belfast                    | 12.000     |
| 1970/71   | 03.04.1971 | Distillery         | 3 – 0                   | Derry City                  | Windsor Park, Belfast                | 6.000      |
| 1971/72   | 22.04.1972 | Coleraine          | 2 – 1                   | Portadown                   | Windsor Park, Belfast                | 8.000      |
| 1972/73   | 28.04.1973 | Glentoran          | 3 – 2                   | Linfield                    | Windsor Park, Belfast                | 12.000     |
| 1973/74   | 27.04.1974 | Ards               | 2 – 1                   | Ballymena United            | Windsor Park, Belfast                | 7.000      |
| 1974/75   | 19.04.1975 | Coleraine          | 1 – 1                   | Linfield                    | The Showgrounds, Ballymena           | 5.600      |
| Replay    | 23.04.1975 | Coleraine          | 0 – 0                   | Linfield                    | The Showgrounds, Ballymena           | 5.400      |
| 2° Replay | 29.04.1975 | Coleraine          | 1 – 0                   | Linfield                    | The Showgrounds, Ballymena           | 5.200      |
| 1975/76   | 10.04.1976 | Carrick Rangers    | 2 – 1                   | Linfield                    | The Oval, Belfast                    | 9.500      |
| 1976/77   | 23.04.1977 | Coleraine          | 4 – 1                   | Linfield                    | The Oval, Belfast                    | 10.000     |
| 1977/78   | 29.04.1978 | Linfield           | 3 – 1                   | Ballymena United            | The Oval, Belfast                    | 12.000     |
| 1978/79   | 28.04.1979 | Cliftonville       | 3 – 2                   | Portadown                   | Windsor Park, Belfast                | 15.000     |
| 1979/80   | 26.04.1980 | Linfield           | 2 – 0                   | Crusaders                   | The Oval, Belfast                    | 12.000     |
| 1980/81   | 02.05.1981 | Ballymena United   | 1 – 0                   | Glenavon                    | Windsor Park, Belfast                | 6.000      |
| 1981/82   | 24.04.1982 | Linfield           | 2 – 1                   | Coleraine                   | The Oval, Belfast                    | 12.000     |
| 1982/83   | 30.04.1983 | Glentoran          | 1 – 1                   | Linfield                    | Windsor Park, Belfast                | 12.000     |
| Replay    | 07.05.1983 | Glentoran          | 2 – 1                   | Linfield                    | The Oval, Belfast                    | 8.000      |
| 1983/84   | 05.05.1984 | Ballymena United   | 4 – 1                   | Carrick Rangers             | Windsor Park, Belfast                | 5.000      |
| 1984/85   | 04.05.1985 | Glentoran          | 1 – 1                   | Linfield                    | The Oval, Belfast                    | 12.000     |
| Replay    | 11.05.1985 | Glentoran          | 1 – 0                   | Linfield                    | Windsor Park, Belfast                | 12.000     |
| 1985/86   | 03.05.1986 | Glentoran          | 2 – 1                   | Coleraine                   | Windsor Park, Belfast                | 8.000      |
| 1986/87   | 02.05.1987 | Glentoran          | 1 – 0                   | Larne                       | Windsor Park, Belfast                | 8.000      |
| 1987/88   | 30.04.1988 | Glentoran          | 1 – 0                   | Glenavon                    | Windsor Park, Belfast                | 10.000     |
| 1988/89   | 06.05.1989 | Ballymena United   | 1 – 0                   | Larne                       | The Oval, Belfast                    | 5.000      |
| 1989/90   | 05.05.1990 | Glentoran          | 3 – 0                   | Portadown                   | Windsor Park, Belfast                | 12.000     |
| 1990/91   | 04.05.1991 | Portadown          | 2 – 1                   | Glenavon                    | Windsor Park, Belfast                | 12.000     |
| 1991/92   | 02.05.1992 | Glenavon           | 2 – 1                   | Linfield                    | The Oval, Belfast                    | 12.000     |
| 1992/93   | 01.05.1993 | Bangor             | 1 – 1 (dts)             | Ards                        | Windsor Park, Belfast                | 8.500      |
| Replay    | 08.05.1993 | Bangor             | 1 – 1 (dts)             | Ards                        | Windsor Park, Belfast                | 6.000      |
| 2° Replay | 11.05.1993 | Bangor             | 1 – 0 (dts)             | Ards                        | Windsor Park, Belfast                | 5.000      |
| 1993/94   | 07.05.1994 | Linfield           | 2 – 0                   | Bangor                      | The Oval, Belfast                    | 10.000     |
| 1994/95   | 06.05.1995 | Linfield           | 3 – 1                   | Carrick Rangers             | The Oval, Belfast                    | 6.800      |
| 1995/96   | 04.05.1996 | Glentoran          | 1 – 0                   | Glenavon                    | Windsor Park, Belfast                | 10.000     |
| 1996/97   | 03.05.1997 | Glenavon           | 1 – 0                   | Cliftonville                | Windsor Park, Belfast                | 8.222      |
| 1997/98   | 02.05.1998 | Glentoran          | 1 – 0 (dts)             | Glenavon                    | Windsor Park, Belfast                | 8.250      |
| 1998/99   | -          | Portadown          | a tavolino              | Cliftonville (squalificato) | -                                    | -          |
| 1999/2000 | 06.05.2000 | Glentoran          | 1 – 0                   | Portadown                   | Windsor Park, Belfast                | 8.355      |
| 2000/01   | 05.05.2001 | Glentoran          | 1 – 0 (dts)             | Linfield                    | Windsor Park, Belfast                | 14.190     |
| 2001/02   | 11.05.2002 | Linfield           | 2 – 1                   | Portadown                   | Windsor Park, Belfast                | 11.129     |
| 2002/03   | 03.05.2003 | Coleraine          | 1 – 0                   | Glentoran                   | Windsor Park, Belfast                | 9.000      |
| 2003/04   | 01.05.2004 | Glentoran          | 1 – 0                   | Coleraine                   | Windsor Park, Belfast                | 8.300      |
| 2004/05   | 07.05.2005 | Portadown          | 5 – 1                   | Larne                       | Windsor Park, Belfast                | 5.431      |
| 2005/06   | 06.05.2006 | Linfield           | 2 – 1                   | Glentoran                   | Windsor Park, Belfast                | 12.500     |
| 2006/07   | 05.05.2007 | Linfield           | 2 – 2 (dts) (3 – 2 dcr) | Dungannon Swifts            | Windsor Park, Belfast                | 7.600      |
| 2007/08   | 03.05.2008 | Linfield           | 2 – 1                   | Coleraine                   | Windsor Park, Belfast                | 8.452      |
| 2008/09   | 09.05.2009 | Crusaders          | 1 – 0                   | Cliftonville                | Windsor Park, Belfast                | 8.000      |
| 2009/10   | 08.05.2010 | Linfield           | 2 – 1                   | Portadown                   | Windsor Park, Belfast                | 7.940      |
| 2010/11   | 07.05.2011 | Linfield           | 2 – 1                   | Crusaders                   | Windsor Park, Belfast                | 8.200      |
| 2011/12   | 05.05.2012 | Linfield           | 4 – 1                   | Crusaders                   | Windsor Park, Belfast                | 7.325      |
| 2012/13   | 04.05.2013 | Glentoran          | 3 – 1 (dts)             | Cliftonville                | Windsor Park, Belfast                | 9.825      |
| 2013/14   | 03.05.2014 | Glenavon           | 2 – 1                   | Ballymena                   | Windsor Park, Belfast                | 7.282      |
| 2014/15   | 02.05.2015 | Glentoran          | 1 – 0                   | Portadown                   | The Oval, Belfast                    | 8.072      |
| 2015/16   | 07.05.2016 | Glenavon           | 2 – 0                   | Linfield                    | Windsor Park, Belfast                | 11.500     |
| 2016/17   | 06.05.2017 | Linfield           | 3 – 0                   | Coleraine                   | Windsor Park, Belfast                | 12.551     |
| 2017/18   | 05.05.2018 | Coleraine          | 3 – 1                   | Cliftonville                | Windsor Park, Belfast                | 12.012     |
| 2018/19   | 04.05.2019 | Crusaders          | 3 – 0                   | Ballinamallard Utd          | Windsor Park, Belfast                | 5.744      |
| 2019/20   | 31.07.2020 | Glentoran          | 2 – 1 (dts)             | Ballymena Utd               | Windsor Park, Belfast                | 500        |
| 2020/21   | 21.05.2021 | Linfield           | 2 – 1                   | Larne                       | Mourneview Park, Lurgan              | 1.000      |
| 2021/22   | 07.05.2022 | Crusaders          | 2 – 1 (dts)             | Ballymena Utd               | Windsor Park, Belfast                | 7.598      |
| 2022/23   | 07.05.2023 | Crusaders          | 4 – 0                   | Ballymena Utd               | Windsor Park, Belfast                | 9.688      |
| 2023/24   | 04.05.2024 | Cliftonville       | 3 – 1 (dts)             | Linfield                    | Windsor Park, Belfast                | 14.898     |
| 2024/25   | 03.05.2024 | Dungannon Swifts   | 1 – 1 (dts) (4 – 3 dcr) | Cliftonville                | Windsor Park, Belfast                | 12.786     |

## Statistiche per club
| Club               | Vittorie | Secondi posti | Edizioni vinte |
| ------------------ | -------- | ------------- | --- |
| Linfield           | 44       | 22            | 1890/91, 1891/92, 1892/93, 1894/95, 1897/98, 1898/99, 1901/02, 1903/04, 1911/12, 1912/13, 1914/15, 1915/16, 1918/19, 1921/22, 1922/23, 1929/30, 1930/31, 1933/34, 1935/36, 1938/39, 1941/42, 1944/45, 1945/46, 1947/48, 1949/50, 1952/53, 1959/60, 1961/62, 1962/63, 1969/70, 1977/78, 1979/80, 1981/82, 1993/94, 1994/95, 2001/02, 2005/06, 2006/07, 2007/08, 2009/10, 2010/11, 2011/12, 2016/17, 2020/21 |
| Glentoran          | 23       | 19            | 1913/14, 1916/17, 1920/21, 1931/32, 1932/33, 1934/35, 1950/51, 1965/66, 1972/73, 1982/83, 1984/85, 1985/86, 1986/87, 1987/88, 1989/90, 1995/96, 1997/98, 1999/00, 2000/01, 2003/04, 2012/13, 2014/15, 2019/20 |
| Lisburn Distillery | 12       | 7             | 1883/84, 1884/85, 1885/86, 1888/89, 1893/94, 1895/96, 1902/03, 1904/05, 1909/10, 1924/25, 1955/56, 1970/71 |
| Cliftonville       | 9        | 13            | 1882/83, 1887/88, 1896/97, 1899/00, 1900/01, 1906/07, 1908/09, 1978/79, 2023/24 |
| Belfast Celtic     | 8        | 4             | 1917/18, 1925/26, 1936/37, 1937/38, 1940/41, 1942/43, 1943/44, 1946/47 |
| Glenavon           | 7        | 10            | 1956/57, 1958/59, 1960/61, 1991/92, 1996/97, 2013/14, 2015/16 |
| Ballymena United   | 6        | 12            | 1928/29, 1939/40, 1957/58, 1980/81, 1983/84, 1988/89 |
| Coleraine          | 6        | 6             | 1964/65, 1971/72, 1974/75, 1976/77, 2002/03, 2017/18 |
| Crusaders          | 6        | 3             | 1966/67, 1967/68, 2008/09, 2018/19, 2021/22, 2022/23 |
| Ards               | 4        | 2             | 1926/27, 1951/52, 1968/69, 1973/74 |
| Portadown          | 3        | 8             | 1990/91, 1998/99, 2004/05 |
| Derry City         | 3        | 3             | 1948/49, 1953/54, 1963/64 |
| Shelbourne         | 3        | 3             | 1905/06, 1910/11, 1919/20 |
| Queen's Island     | 2        | -             | 1881/82, 1923/24 |
| Bohemians          | 1        | 5             | 1907/08 |
| Bangor             | 1        | 2             | 1992/93 |
| Carrick Rangers    | 1        | 2             | 1975/76 |
| Ulster             | 1        | 2             | 1886/87 |
| Willowfield        | 1        | 1             | 1927/28 |
| Dundela            | 1        | -             | 1954/55 |
| Gordon Highlanders | 1        | -             | 1889/90 |
| Moyola Park        | 1        | -             | 1880/81 |
| Dungannon Swifts   | 1        | -             | 2024/25 |
| Larne              | -        | 5             | - |
| Derry Celtic       | -        | 2             | - |
| Limavady United    | -        | 2             | - |
| The Black Watch    | -        | 1             | - |
| Dungannon Swifts   | -        | 1             | - |
| Freebooters        | -        | 1             | - |
| Sherwood Foresters | -        | 1             | - |
| Wellington Park    | -        | 1             | - |
| Belfast YMCA       | -        | 1             | - |
| Ballinamallard Utd | -        | 1             | - |